# Elena Skuin
Elena Petrovna Skuin (en russe : Еле́на Петро́вна Скуи́нь), née le 2 avril 1908 à Ekaterinodar, dans l'Empire russe, et morte en 1986 à Léningrad, est une artiste peintre russe (lettone) qui a aussi été graphiste, enseignante, membre de l'Union des artistes de Leningrad et une figure de l’École de Leningrad de la peinture.

## Biographie
Elena Petrovna Skuin est née le 2 avril 1908 à Ekaterinodar (Krasnodar) dans une famille d'enseignants, arrivée dans le Kouban depuis Riga. En 1926-1930, Elena Skuin étudie au Collège des enseignants du Kouban, où elle a acquis ses compétences professionnelles de peintre. En 1930-1931, elle enseigne le dessin à l'école secondaire à Krasnodar.
En 1931, Elena Skuin arrive à Leningrad, où elle s'est engagée à l'Institut de Formation Avancée en Art de Rudolph Frents et Dmitry Mitrokhine. Son travail d'étude a attiré l'attention d'Alexandre Osmerkin qui lui a suggéré de rendre à l'Institut de peinture, de sculpture et d'architecture de l'Académie russe des arts (depuis 1944 connu sous le nom de l'Institut nommé d'après Repin). En 1934, elle est immédiatement acceptée en troisième cycle de l'institut. Elle étudie Semion Abugov, Henry Pawlowski, Dmitry Mitrokhine, Alexandre Osmerkin. En 1939, Elena Skuin est diplômée avec les honneurs de l'Institut de l'atelier d'Alexandre Osmerkin.
En octobre 1939 Elena Skuin est admise à l'Union des artistes soviétiques de Leningrad. En 1940-1941, à l'invitation du Professeur Rudolf Frents, elle travaille comme assistante dans son atelier de peinture de bataille à l'institut de peinture, de sculpture et d'architecture de Leningrad. Après le début de la Seconde Guerre mondiale, elle est évacuée avec sa fille à Leninsk-Kouznietsk. Elle travaille en tant qu'artiste au Théâtre dramatique nommé d'après S. Ordjonikidze, participe à la conception de la ville, comme à des expositions avec des artistes du Kouzbass.
En 1944, Elena Skuin retourne à Leningrad. Elle y commence son travail d'enseignement, d'abord dans l'école d'art à l'Institut de Leningrad de peinture, de sculpture et d'architecture nommé d'après Ilya Repin, puis à la Haute École d'art industriel nommé d'après Vera Mukhina. Dans le même temps, elle travaille avec beaucoup de créativité et participe à la plupart des expositions d'artistes de Leningrad. Elle réalise de la peintures de genre, des portraits, des natures mortes et des paysages. Elle pratique la peinture à l'huile, l'aquarelle, le dessin au fusain. Elle obtient le succès et la reconnaissance par la nature morte et l'aquarelle.
En 1951, Elena Skuin quitte l'enseignement et peint sous contrat avec le LenIzo (Commercial Association Commerciale des artistes de Leningrad). C'est au cours de cette période que la nature morte est devenue son genre principal de peinture. En 1960,  elle fait un certain nombre de voyages créatifs dans la recherche de matériel, y compris dans son Kouban natal. Ces voyages ont conduit à de nombreux croquis d'après nature ainsi qu'a un changement dans sa manière de peintre.
Si en 1940-1950, ses œuvres sont dans la tradition de la peinture tonale, dans le milieu des années 1960, la couleur joue un rôle de premier plan, en précisant la nature de la composition. Deviennent caractéristiques des couleurs vives et riches, un raffinement dans la balance des couleurs, une grande taille, le caractère décoratif et enjoué.
Son expression décorative maximale est obtenue dans ses œuvres de 1971  Bouquet bleu et Nature morte avec des ballons rouges. Ici, les taches de couleur traduisent la forme des objets sans coupure juste pour obtenir une silhouette. Pour tous la brièveté de cette décision a créé une image produisant un large éventail d'associations. La couleur des objets, banals et familiers, devient autonome et d'une importance semi-mystique. Dans l'ensemble, les natures mortes de cette période sont d'une richesse inhérente d'harmoniques, d'un contenu émotionnel.
En 1970, Elena Skuin pratique beaucoup l'aquarelle. Disposant d'une variété de techniques de l'aquarelle, elle a créé de vives images contemporaines du monde objectif, dépassant sa valeur esthétique et donnant  une chaleur aux choses qui font notre environnement quotidien.
En 1978, une exposition solo des œuvres de Elena Skuin a été organisée dans les salles de la branche de Leningrad de l'Union des Artistes de la RSFSR pour son soixante-dixième anniversaire.
Skuin Elena Petrovna est décédée le 12 février 1986 à Leningrad à l'âge de 78 ans. On trouve ses œuvres dans des musées et collections privées en Russie, le Kazakhstan, l'Ukraine, la Lettonie, la France, l'Italie, la Grande-Bretagne et d'autres pays.